# 皮尚卡 (第聂伯罗彼得罗夫斯克州)

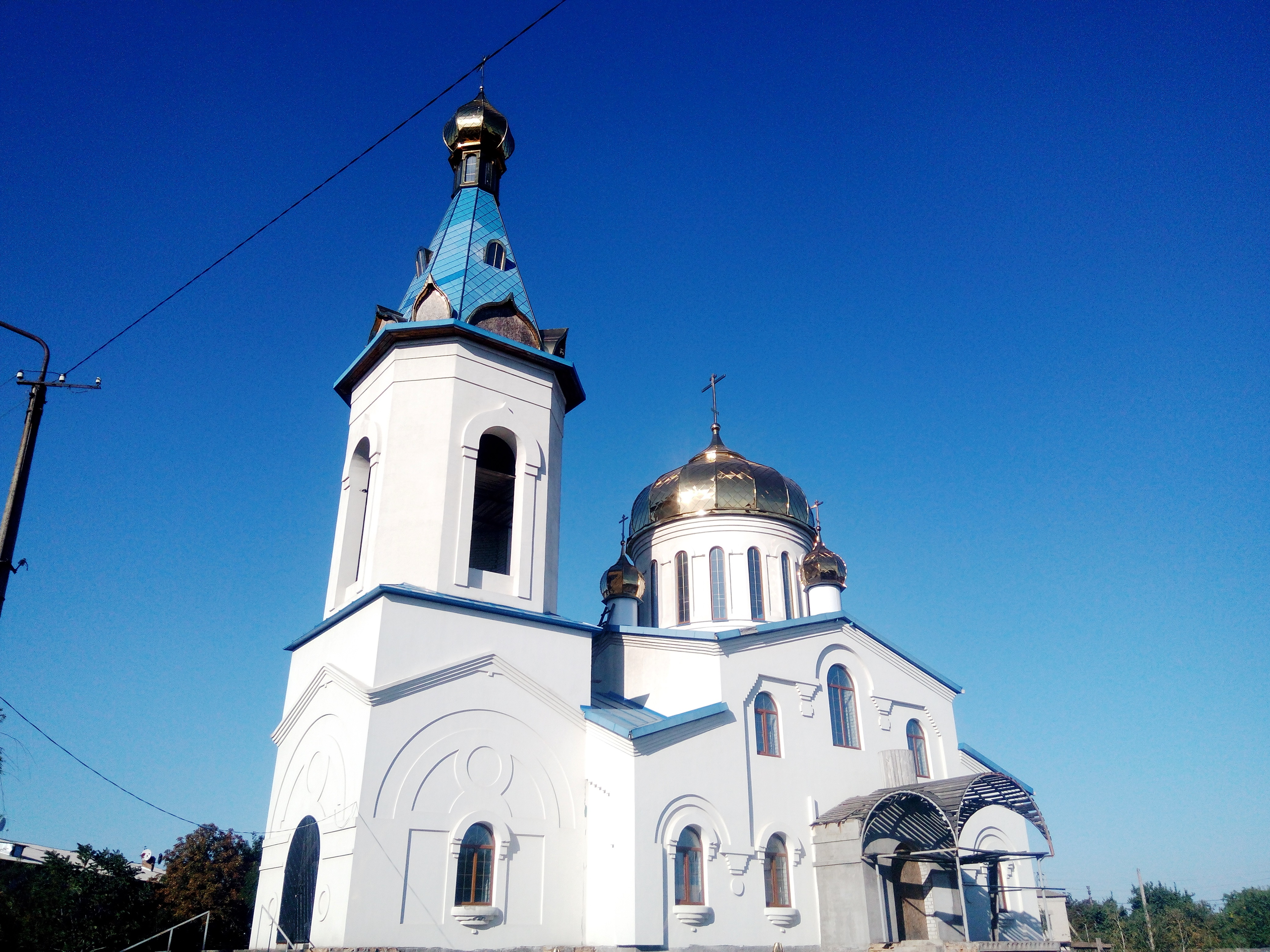
教堂

皮尚卡（烏克蘭語：Піщанка），是烏克蘭中部第聶伯羅彼得羅夫斯克州薩馬爾區皮尚卡市镇内的村落及其行政中心。面積7.62平方公里，海拔高度58米，2001年人口4,228。